# Igor Perović
Igor Perović (serbisch-kyrillisch Игор Перовић; * 3. März 1974 in Belgrad) ist ein aus Serbien stammender Basketballtrainer und ehemaliger Basketballspieler. In der Basketball-Bundesliga lief er für die Mannschaften aus Würzburg und Tübingen auf und bestritt insgesamt 144 Partien in der höchsten deutschen Liga.

## Karriere
Perović spielte zu seiner aktiven Zeit als Point Guard in diversen Klubs in Europa. Angefangen hat seine Profikarriere bei Partizan Belgrad in seinem Heimatland dem damaligen Jugoslawien (jetzt Serbien). Seine erste Station in Deutschland war TSK Würzburg. Zur Saison 2005–2006 wechselte der Guard zu den Walter Tigers Tübingen, für die er bis 2009 spielte. Dabei gelang Perović am 21. April 2007 gegen die EWE Baskets Oldenburg ein seltenes Triple-Double.
Ab der Saison 2009–2010 trat er in die Spuren von Trainer Tolga Öngören und übernahm die sportliche Leitung der Walter Tigers. Am 23. Dezember 2015 gab Perović seinen Rücktritt als Trainer der Tigers bekannt. Gegenüber dem Schwäbischen Tagblatt sagte er im Juni 2016, er habe an einem Burnout gelitten und nach dem Rücktritt in Tübingen eine monatelange Pause eingelegt. Im Sommer 2017 trat er eine Trainerstelle im Nachwuchsbereich von Ratiopharm Ulm an. Anfang April 2019 wurde er als neuer Trainer der ScanPlus Baskets Elchingen (2. Bundesliga ProB) vorgestellt. Er führte Elchingen in der Saison 2019/20 auf den ersten Rang in der ProB-Südstaffel und wurde deshalb beim Abbruch des Spielbetriebs aufgrund der Ausbreitung von COVID-19 zum Meister ernannt. Elchingen nahm den Aufstieg nicht wahr und zog sich aus der Liga zurück, Perović wurde im Sommer 2020 neuer Trainer der VfL Kirchheim Knights (2. Bundesliga ProA). In der Saison 2020/21 führte er Kirchheim in der Hauptrunde auf den sechsten Rang, in der folgenden zweiten Gruppenphase wurde knapp der Finaleinzug verpasst. Kurz nach dem Saisonende wurde sein Vertrag im Mai 2021 um drei Jahre verlängert.

## Persönliches
Igor Perović lebt seit 2005, als er bei den Walter Tigers Tübingen zum Spieler wurde, mit seiner Frau Mirela sowie seinen beiden Töchtern Jovana und Sofija in Tübingen.